# Alexeï Domontovitch
Alexeï Ivanovitch Domontovitch (en russe : Алексей Иванович Домонтович) est un général de cavalerie né le 10 mars 1846 dans une famille de Cosaques du Kouban et mort en 1908. Il a commandé la brigade cosaque persane de 1878 à 1882.